# Ageltrude (tysk-romersk kejsarinna)
Ageltrude eller Agiltrude, född på 800-talet, död 27 augusti 923, var en tysk-romersk kejsarinna, drottning av Italien; gift med Guido III av Spoleto. Hon var regent för sin son Lambert av Spoleto 894–898. 

## Biografi
Ageltrude var dotter till Adelchis av Benevento och Adeltrude.
Ageltrude agerade regent under sonens regeringstid och uppmanade honom att arbeta mot karolingerna; hon påverkade även påvevalen. År 894 reste hon till Rom med sonen för att få honom legitimerad som kejsare av påven Formosus. 896 tvingades hon och hennes son att fly till Spoleto, då Arnulf av Kärnten blev krönt i stället. När denne insjuknade styrde hon påvevalet i Rom till favör för sin kandidat Stefan VI och fick liket av påven Formosus uppgrävt, ställt inför rätta och förklarad skyldig och kastat i Tibern.
Efter sin sons död 898 drog hon sig tillbaka till ett kloster. 